# دیدی ترائوره
دیدی ترائوره (انگلیسی: Diedie Traore؛ زادهٔ ۱۵ ژانویهٔ ۱۹۹۹) بازیکن فوتبال اهل فرانسه است.